# Kepez (Antalya)
Kepez ist ein Landkreis (İlçe) der türkischen Provinz Antalya und zusammen mit der Kreisstadt Finike gleichzeitig ein Stadtbezirk der 1993 geschaffenen Büyükşehir belediyesi Antalya (Großstadtgemeinde/Metropolprovinz). Er liegt im Nordwesten der Provinzhauptstadt und grenzt im Westen an Döşemealtı und Konyaaltı, im Süden an Muratpaşa und im Osten an Aksu.
Seit einer Gebietsreform 2014 ist der Landkreis flächen- und einwohnermäßig identisch mit der Kreisstadt, alle ehemaligen Dörfer und Gemeinden des Kreises wurden Mahalla (Ortsteile) der Stadt.